# Based on a T.R.U. Story
Based on a T.R.U. Story è il primo album discografico in studio del rapper statunitense 2 Chainz, pubblicato nell'agosto 2012 dalla Def Jam Recordings.

## Il disco
L'album è stato annunciato nel marzo 2012. La copertina del disco è stata realizzata dall'agenzia DONDA. Il singolo di lancio No Lie è stato diffuso il 1º maggio 2012 ed è stato realizzato in collaborazione con il rapper canadese Drake. Oltre a Drake, sono numerosi gli artisti che partecipano agli altri pezzi presenti nell'album. Il secondo singolo Birthday Song (feat. Kanye West) è stato pubblicato il 24 luglio 2012.

## Tracce
1. Yuck! (feat. Lil Wayne) – 4:47
2. Crack – 4:32
3. Dope Peddler – 3:28
4. No Lie (feat. Drake) – 3:57
5. Birthday Song (feat. Kanye West) – 5:06
6. I'm Different – 3:27
7. Extremely Blessed (feat. The-Dream) – 4:05
8. I Luv Dem Strippers (feat. Nicki Minaj) – 3:59
9. Stop Me Now (feat. Dolla Boy) – 4:37
10. Money Machine – 4:43
11. In Town (feat. Mike Posner) – 3:26
12. Ghetto Dreams (feat. Scarface & John Legend) – 3:43
13. Wut We Doin? (feat. Cap1) – 4:25

## Classifiche
| Classifica (2012)         | Posizione raggiunta |
| ------------------------- | ------------------- |
| Canada                    | 7                   |
| Stati Uniti Billboard 200 | 1                   |